# Malcov
Malcov este o comună slovacă, aflată în districtul Bardejov din regiunea Prešov. Localitatea se află la altitudinea de 408 m deasupra n.m., se întinde pe o suprafață de 18,88 km2 și în 2017 număra 1.588 de locuitori.

## Istoric
Localitatea Malcov este atestată documentar din 1338.

## Demografie
| An:                | 1994 | 2004   | 2014   | 2024   |
| ------------------ | ---- | ------ | ------ | ------ |
| Număr de persoane: | 1385 | 1447   | 1572   | 1608   |
| Diferență:         |      | +4,47% | +8,63% | +2,29% |

| An:                | 2023 | 2024   |
| ------------------ | ---- | ------ |
| Număr de persoane: | 1601 | 1608   |
| Diferență:         |      | +0,43% |